# 下地昌明
下地 昌明（しもじ まさあき、1951年 - ）は、日本の政治家。元沖縄県多良間村長（2期）。

## 略歴
1951年（昭和26年）、多良間村字仲筋に生まれる。1976年（昭和51年）3月、拓殖大学を卒業。1981年（昭和56年）6月 多良間村議会議員当選。以後、5期連続当選。1997年（平成9年）6月、同村議会議長に就任。2001年（平成13年）7月、同村長選挙に出馬するが落選。2005年（平成17年）7月、同村長選挙で現職の兼浜朝徳を17票差で破り初当選。2009年（平成21年）、村長選挙で再選。2013年（平成25年）、村長選挙で伊良皆光夫に敗れ落選。